# Jessica

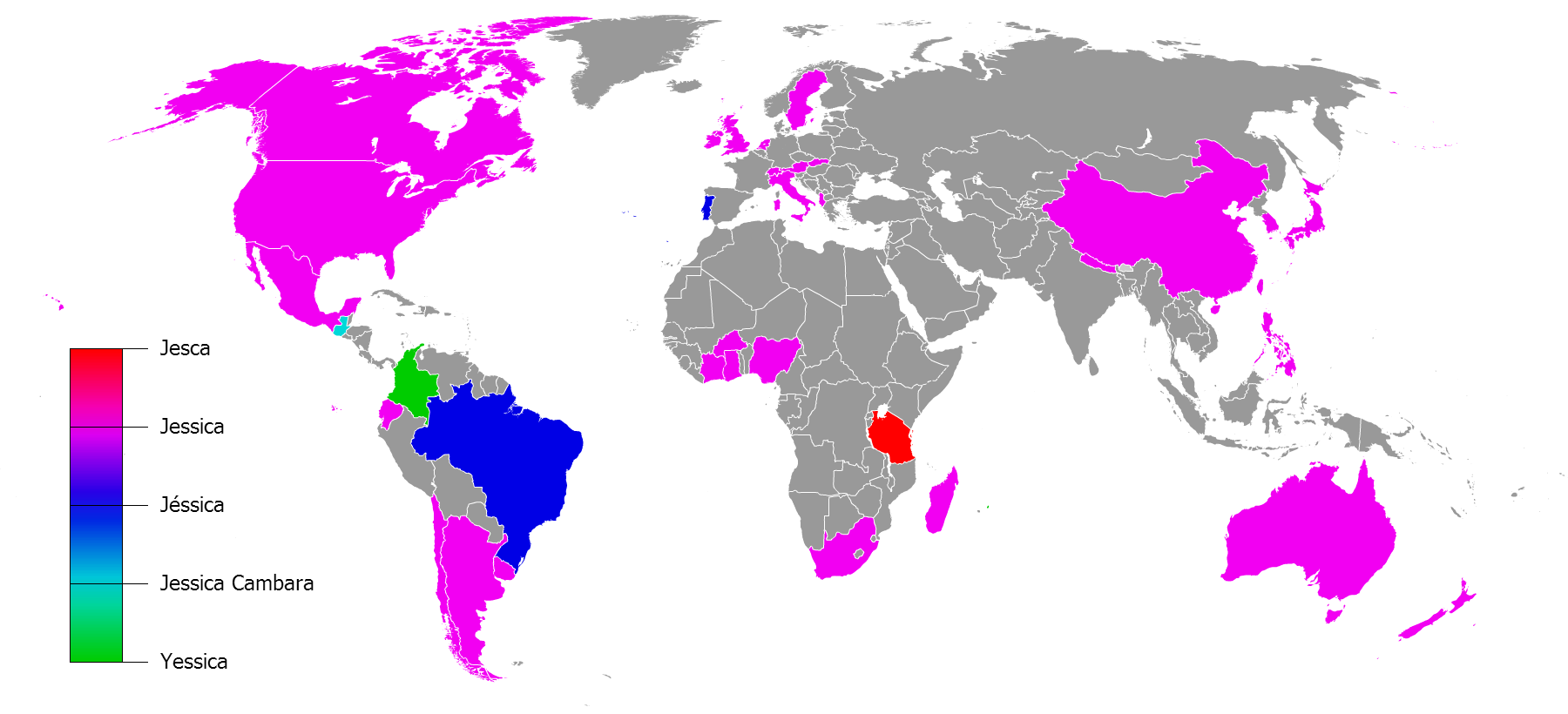
Lugar en donde se ha creado el nombre de Jessica

Jessica es un nombre femenino de origen hebreo, a través del inglés. 
El testimonio más antiguo aparece como nombre de un personaje de Shakespeare, a saber: Jessica, la hija de Shylock una de las protagonistas menores de El mercader de Venecia. Se considera que el nombre es la adaptación al inglés del nombre bíblico Yiscah (hebreo: יִסְכָּה : yiskāh), quien es mencionada como hija de Haran en un resumen genealógico del Libro del Génesis. En efecto, aparece como Ieska o Jeska en la llamada Biblia de Mateo, una traducción de la Biblia publicada en 1537 por John Rogers, con el pseudónimo de "Thomas Matthew", de donde puede haberlo tomado Shakespeare.
El nombre original hebreo Yiskāh (יִסְכָּה) proviene de la raíz hebrea: sakhah (ס.כ.ה) "ver" con el añadido del tiempo futuro representado por el yod,  lo cual implica previsión o clarividencia. Jessica, por lo tanto, significa "previsora",  
Según el Talmud Jessica es la misma persona que Sara la esposa del patriarca Abraham quien, por ende, se habría casado con su sobrina.
Una hipótesis alternativa, considera que el nombre es una forma femenina de Jesé, o Isaí, padre del rey David.

## Variantes
- Masculino: Jessico, Yésico.
- Diminutivos: Jes,Jess, Jesi,Jessi,Jesie, Jessie, Jesy, Jessy, Sica, Jessel.

| Variantes en otros idiomas | Variantes en otros idiomas                       |
| -------------------------- | ------------------------------------------------ |
| Español                    | Jessica, Yésica                                  |
| Catalán                    | Jèssica                                          |
| Chino                      | 杰西卡 （Jiéxīkǎ)                                |
| Coreano                    | 제시카 (Jesika)                                  |
| Francés                    | Jessica                                          |
| Frisio                     | Jesca                                            |
| Hebreo                     | ג'סיקה (Yiskah)                                  |
| Holandés                   | Jessica                                          |
| Húngaro                    | Dzseszika                                        |
| Inglés                     | Jessica                                          |
| Italiano                   | Jessica / Gessica                                |
| Japonés                    | Jeshika (Hiragana: じぇしか, Katakana: ジェシカ) |
| Lituano                    | Džesika                                          |
| Polaco                     | Dżesika, Jesica                                  |
| Portugués                  | Jéssica                                          |
| Ruso                       | Джессика（Dzhessika）                            |

## Santoral
No existe en el santoral católico por lo tanto su fiesta, como la de todos aquellos que carecen de santo patrón, se conmemora el 1 de noviembre; día de Todos los Santos.  Si se lo considera como el femenino de Jesé su fiesta cae el 4 de noviembre, san Jesé, padre de David o el 2 de diciembre, san Jesé obispo de Tsilkani (Georgia) fiesta de la Iglesia Ortodoxa.

## Personajes
- Jessica Alba (nacida 1981), actriz estadounidense.
- Jessica Biel (nacida 1982), actriz estadounidense.
- Jessica Capshaw (nacida 1976), actriz estadounidense.
- Jessica Chastain (nacida 1977), actriz estadounidense
- Jesica Cirio (nacida en 1985), modelo argentina.
- Jessica Drake (nacida 1974), actriz  estadounidense.
- Jessica Dubé (nacida 1987), patinadora canadiense.
- Jessica Ennis-Hill (nacida 1986), exatleta británica.
- Jessica Fodera (nacida 1975), cantante estadounidense, vocalista de Scarling. y anteriormente de Jack Off Jill.
- Jessica Hart (nacida 1987), modelo australiana.
- Jessica Jaymes (nacida 1979), actriz pornográfica estadounidense.
- Jessica Jung (nacida 1989), cantante coreo-estadounidense,exmiembro de Girls' Generation.
- Jessica Lange (nacida 1949), actriz estadounidense.
- Jessica Lee Rose (nacida 1987), actriz estadounidense.
- Jessica Lowndes (nacida 1988), actriz canadiense.
- Jessica Lynch (nacida 1983), soldado estadounidense.
- Jessica Martin (nacida 1962), actriz británica.
- Jessica Mauboy (nacida 1989), cantante australiana.
- Jessica McClure (nacida 1986), conocida como "Baby Jessica" cuando, de niña, fue rescatada de un pozo.
- Jessica Mitford (1917–1996), escritora anglo-americana.
- Jessica Moore (nacida 1990), tenista australiana.
- Jessica Origliasso (nacida 1984), música australiana, miembro de The Veronicas.
- Jessica Paré (nacida 1982), actriz canadiense.
- Jessica Simpson (nacida 1980), actriz estadounidense.
- Jessica Stam (nacida 1986), modelo canadiense.
- Jessica Steinhauser conocida como Asia Carrera (nacida 1973), exactriz pornográfica estadounidense.
- Jessica Stroup (nacida 1986), actriz estadounidense.
- Jessica Sutta (nacida 1982), actriz estadounidense, miembro de Pussycat Dolls.
- Jessica Szohr (nacida 1985), actriz estadounidense.
- Jessica Tandy (1909–1994), actriz británico-estadounidense.
- Jessica Vall (1988), nadadora española.
- Jessica Walter (nacida 1941), actriz estadounidense.

## Personajes ficticios
- Jessica, hija de Shylock,  personaje de El mercader de Venecia.
- Jessica Atreides, de la novela de ciencia ficción Dune.
- Jessica Drew, mujer araña en Marvel Comics.
- Jessica Fletcher, protagonista de la serie Se ha escrito un crimen, un papel interpretado por Angela Lansbury.
- Jessica Jones, personaje de Marvel Comics.
- Jessica Rabbit, de la película estadounidense ¿Quién engañó a Roger Rabbit?.

## Popularidad
Jessica fue un nombre inusual en el mundo anglosajón hasta principios del siglo XX. Se convirtió en el más popular en los Estados Unidos durante las décadas de 1980 y 1990 y a comienzos del siglo XXI (2005) en Inglaterra y Gales. En Francia logró su mayor difusión en el año 1982, de manera similar a lo sucedido en el resto de Europa y los países de América Latina.

## Seasaidh
El nombre gaélico Seasaidh se usa en Escocia desde finales del siglo XX como una variante o un hipocorístico de Jessica; sin embargo no está relacionado etimológicamente. Seasaidh es un diminutivo escocés de Jean, femenino de Iain (Juan), así como Sínead es el femenino en gaélico irlandés de Sean (Juan).